# Двадцать шесть комиссаров
«Двадцать шесть комиссаров» — советский исторический художественный фильм-драма, снятый в 1932-1933 годах режиссёрами Николаем Шенгелая и Степаном Кеворковым.
Премьера фильма состоялась в феврале 1933 года.

## Сюжет

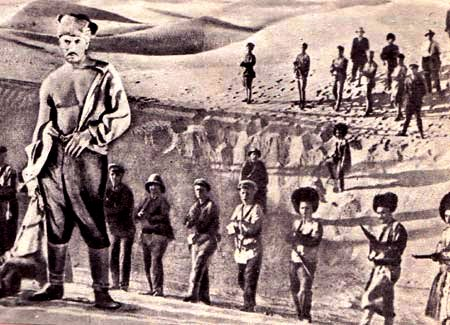
Кадр из фильма «26 комиссаров» (СССР, 1933)

Фильм повествует о событиях Гражданской войны на Закавказье и в Закаспии, о трагических днях августа-сентября 1918 года в Баку, когда руководители Бакинского Совета вынуждены сдать власть интервентам, что приводит к аресту и трагической гибели руководителей Бакинской коммуны — двадцати шести комиссаров (Степана Шаумяна, Джапаридзе, Азизбекова и других).

## В ролях
- К. Гасанов — Степан Шаумян
- Баба-Заде — Азизбеков
- Хайри Эмир-заде— Комиссар
- Алисаттар Меликов
- Иван Клюквин — Петька
- Василий Ковригин — матрос Васька
- Н. Куликов
- Ала-Верды Меликов
- Михаил Жаров — меньшевик
- Верико Анджапаридзе — жена рабочего
- Владимир Гардин — человек с хризантемой
- Игорь Савченко — лидер эсеров

Пресса того времени назвала замысел постановщика фильма Шенгелая — грандиозным, а его самого — «Бальзаком кинематографии». Кинолента стала ярким событием в культурной жизни страны 1930-х годов.
Фильм был восстановлен в 1983 году специалистами творческого объединения дубляжа и восстановления фильмов киностудии «Грузия-фильм». Большую роль в раскрытии авторского замысла и драматургии произведения сыграла музыка композитора Дм. Шостаковича, использованная при восстановлении киноленты.